# Émail (verre)

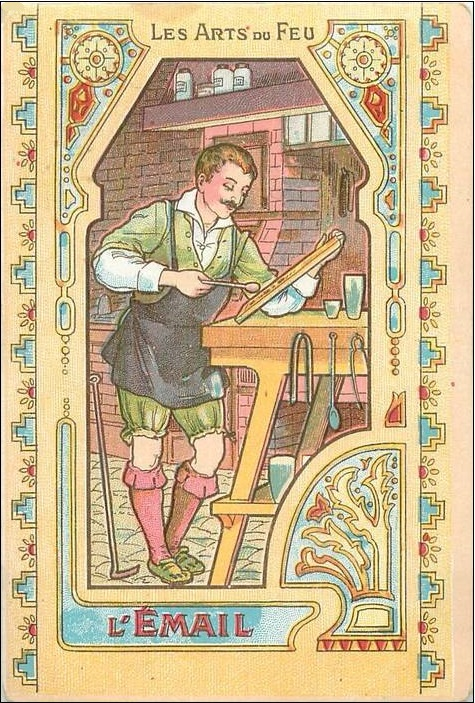
Émail, l'art du feu.

Pour les articles homonymes, voir Émail.
 (novembre 2020).
Si vous disposez d'ouvrages ou d'articles de référence ou si vous connaissez des sites web de qualité traitant du thème abordé ici, merci de compléter l'article en donnant les références utiles à sa vérifiabilité et en les liant à la section « Notes et références ».
L'émail est une matière fondante, composée de différents minéraux (silice, feldspath, kaolin et oxydes métalliques), laquelle, vitrifiée et plus ou moins opaque (fritte), peut recevoir différentes couleurs et être appliquée à l'aide du feu sur certains ouvrages d'or, d'argent, de cuivre, etc., pour les orner.
Ce mélange, proche d'une terre ou d'une pâte, se vitrifie sous l'action de la température, lors de la cuisson. La substance vitreuse résultante est appelée aussi émail de même que l'ouvrage fait de cette matière. En ce dernier sens, on l'emploie surtout au pluriel (par exemple émaux de Bernard Palissy, émaux de Limoges, émaux de Longwy).
L'émail d'une céramique, appelé aussi glaçure, est l'enduit vitreux dont on la recouvre et qui est souvent orné de diverses couleurs.
L'action de recouvrir d'émail, s’appelle émaillage.
Depuis le XIXe siècle, le terme s'applique également aux matériaux industriels et à de nombreux objets de consommation en métal, tels que certains récipients de cuisson, lave-vaisselle, machines à laver, éviers, baignoires. Les plaques émaillées ont été employées dans la signalisation routière et comme support publicitaire.

## Technique

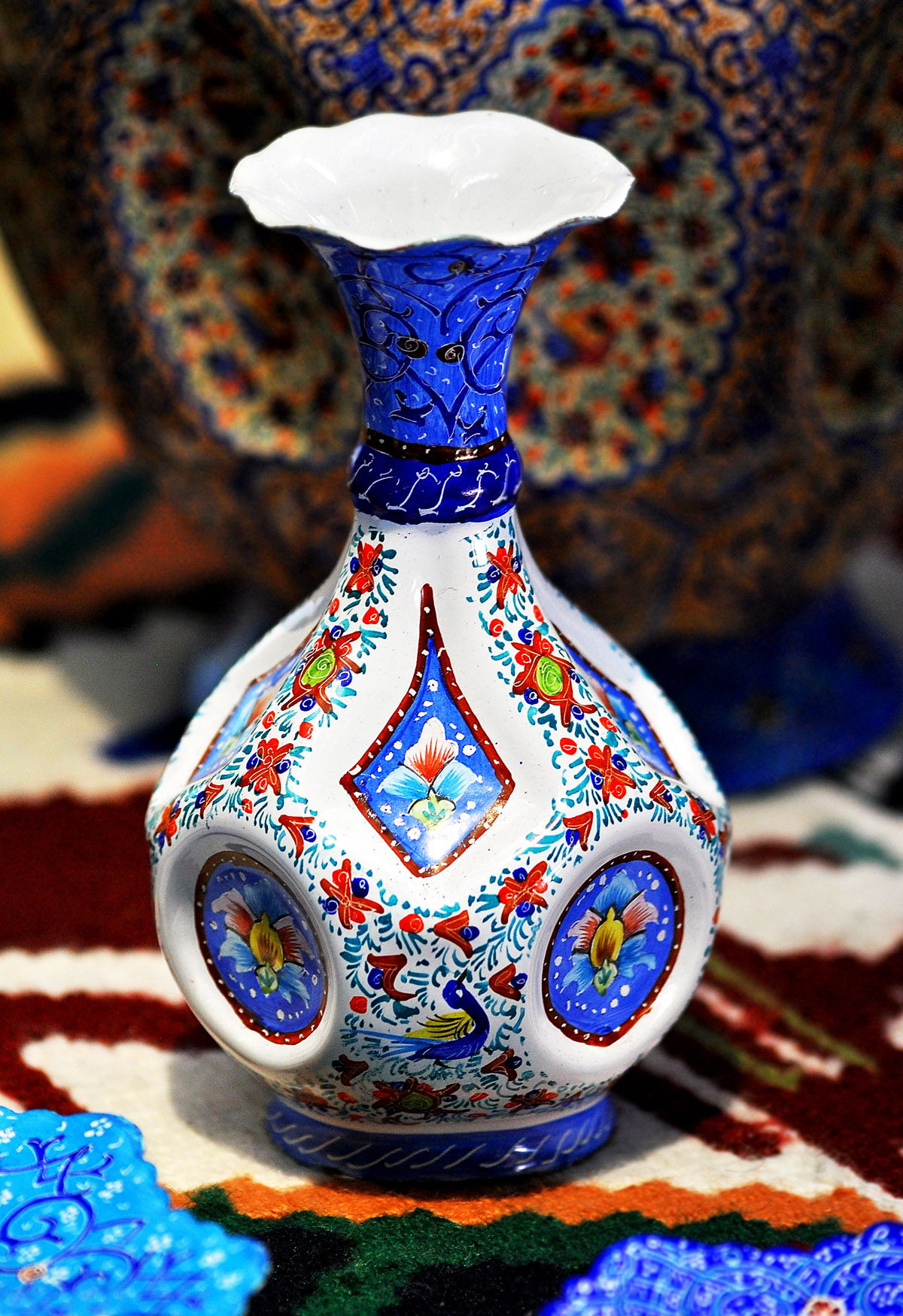
Vase iranien.

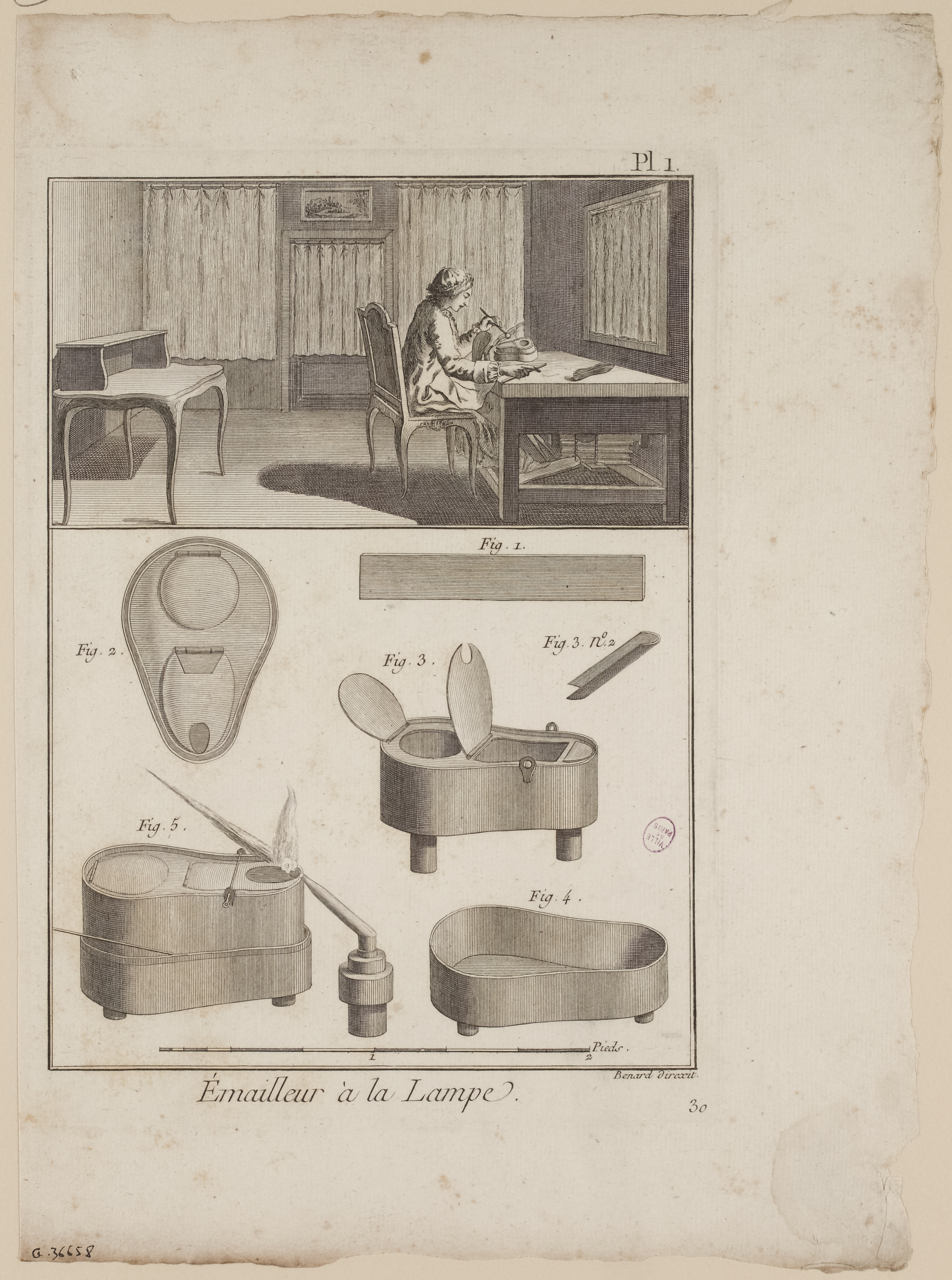
Émailleur à la lampe, XVIIIe siècle.

L'émaillage peut comporter, dans le cas où on veut diminuer la durée de cuisson, une phase préparatoire, dite frittage.
Un émail doit être facile à appliquer, ne doit pas s'effriter lors de sa dépose, et doit avoir un coefficient de dilatation proche de celui de son support, sinon il se produit des fissures (tressaillage), ou autres défauts de surface.
Pour améliorer la tenue de l'émail lors de la dépose, il est parfois nécessaire d'ajouter des matières organiques, comme de la colle, du sucre, etc., qui permettent à la poudre d'adhérer au support.
Il sera d'autant plus riche en plomb que l'on désire abaisser son point de fusion et améliorer sa fluidité.
Il se présente sous la forme d'une barre nommée ballotte[réf. nécessaire] que l'on concasse avant usage, ou de poudres de niveaux de granulométrie divers, obtenues par broyage.
On l'applique, en général à froid, sur des objets pouvant supporter sa température de fusion.
On obtient après refroidissement une finition mate ou brillante, transparente ou opaque, colorée ou non, selon sa composition.
Les colorants utilisés sont les oxydes métalliques :
- du sélénium (en l'absence de plomb) pour une coloration jaune ;
- de l'uranium pour une vive couleur orangée ;
- du fer pour le bleu, le brun, le noir ;
- du chrome pour le vert et le rose ;
- du cuivre pour le vert, le rouge et le bleu ;
- du cobalt pour un bleu profond et le vert;
- du manganèse pour le mauve ;
- de l'or métallique pour un rouge soutenu (pourpre de Cassius).

## Différentes mises en œuvre

### Basse-taille

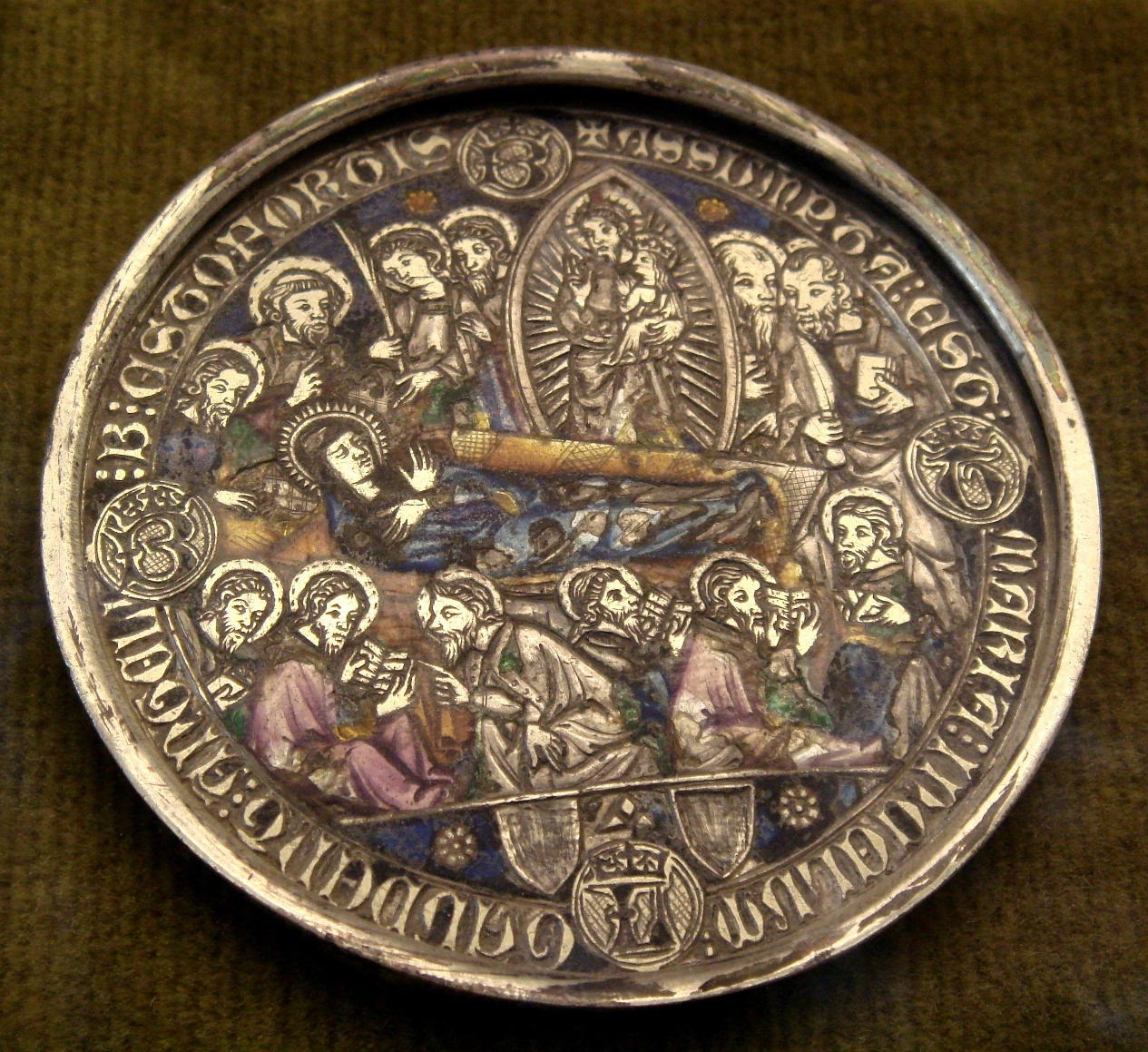
Médaillon avec émail à la basse taille.

Le support en métal précieux est ciselé en creux. Les reliefs et les volumes ainsi tracés sont revêtus de pellicules successives d'émail translucide, parfois associées à de l'émail opaque coloré.

### Champlevé
Le champ à décorer sur le métal est creusé au burin en épargnant les cloisons qui limitent les alvéoles. L'émail est placé dans les cavités, puis cuit, et poncé. Cette technique, dérivée du cloisonné, produit un ouvrage plus fin.

### Cloisonné
Il s'agit de cerner le contour des motifs à l'aide de minces bandelettes métalliques soudées sur le champ du métal. Les alvéoles ainsi obtenues sont remplies d'émail, et le tout est ensuite cuit, puis poncé et enfin recouvert d'une très fine couche d'émail transparent.
Il existe des dérivés de cette technique. Le cloisonné dit « à jours », ou « plique-à-jours », en est un : les alvéoles sont préalablement fermées par une mince feuille de cuivre ou d'argent collée, qui est ensuite dissoute avec des acides. Il n'y a donc pas de fond et cela permet des effets de transparence.

### Grisaille
Selon cette technique, la plaque de cuivre est couverte d'une couche uniforme d'émail noir. Après la cuisson, l'émailleur dépose, à l'aiguille ou au pinceau, du « blanc de Limoges » de différentes densités, donnant à la matière divers effets de gris et de blancs, d'ombres et lumières. Le blanc peut aussi être remplacé par de l'or: nommé grisaille d'or.
Cette grisaille peut aussi être repeinte et se nomme miniature au blanc Limoges.

### Les paillons
Il s'agit de petits motifs découpés et estampés dans de très minces feuilles d'argent ou d'or, se plaçant comme éléments de décor entre deux couches d'émail transparent.

### L'émail peint
La plaque de métal est recouverte d'une première couche d'émail de base blanc, puis reçoit diverses couches d'émaux, broyés très finement et souvent liés par une huile (œillet, iris... ou jus d'ail, ne laissant pas de cendre après la fusion) et déposées au pinceau. De nombreuses cuissons sont nécessaires, demandant une maîtrise parfaite des températures, sous peine de modifier les couleurs ou de mélanger les couches (flou). Une dernière couche de fondant (émail transparent à « basse » température) est appliquée, donnant le brillant final.

## Émail pour la céramique

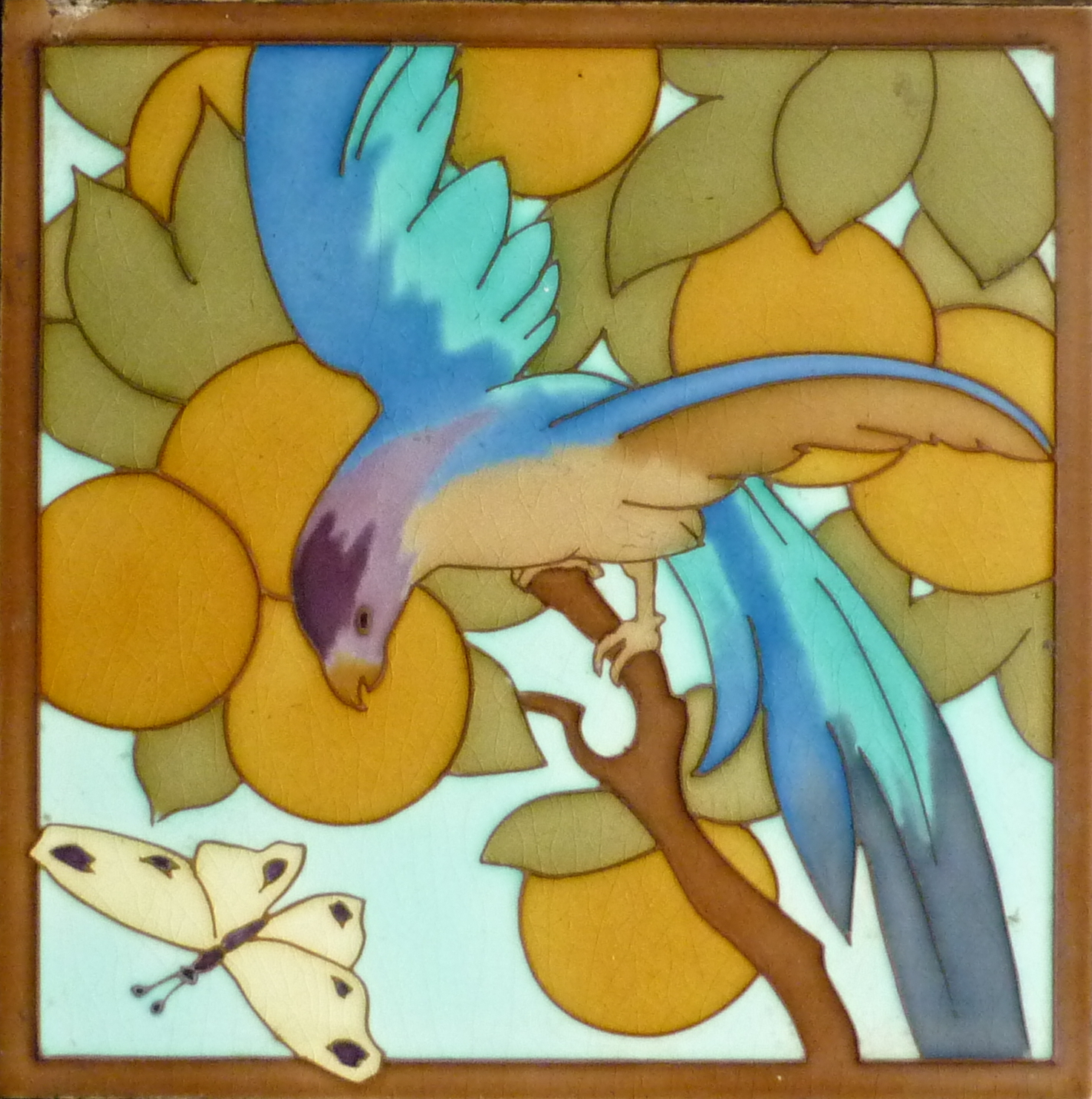
Carreau décoratif en céramique émaillée Art nouveau.

### Émail peint
L’émail peint apparut en France à la fin du XVe siècle. Les émaux de Limoges connurent une renaissance au XVIe siècle avec l'atelier des Limosin, puis la dynastie des Laudin au XVIIe siècle.
La technique du portrait sur émail fut perfectionnée au début du XVIIe siècle par Jean Toutin (né à Châteaudun en 1578, il partit pour Paris avant 1633 et y mourut le 14 juin 1644). Châteaudun et Blois furent, vers 1630, le berceau de la miniature sur émail — du fait, sans doute, de la présence d’horlogers comme Jacques Duduict (? – 1646) qui s’établit à Blois en 1600 ou comme la famille Gribelin.
Toutin découvrit qu’en recouvrant une plaquette métallique (souvent en or ou cuivre) d’une ou plusieurs fines couches d'émail de base blanc puis en passant une première fois le tout au four, les couleurs posées ensuite n’allaient pas couler. Cette technique permet une grande finesse d’exécution dans la mesure où les matières colorantes (plus diverses qu’auparavant) sont déposées au pinceau.
Toutin peignit tous les membres de la famille royale et ses œuvres (en particulier ses boîtiers de montre) furent très prisées à la cour de Louis XIII.
Il laissa deux fils peintres en émail (Henri, né en 1614, et Jean, né en 1619 : le Louvre possède de lui un boîtier de montre) et de nombreux élèves qui essaimèrent partout en Europe. Parmi lesdits élèves figurent :
- Jean Petitot (qui eut un fils, Jean-Louis Petitot), et son beau-frère Jacques Bordier (1616-1684). Petitot et Bordier, originaires de Suisse, partirent ensuite, vers 1634, travailler à la cour de Charles I d’Angleterre, puis revinrent à celle de Louis XIV (1645) ;
- Pierre Signac (v. 1623, France-1684 Stockholm – biographie sur la page Wikipedia en suédois) fit carrière à la cour de Christine de Suède, où il arriva vers le milieu du siècle ;
- Louis de Châtillon (1639-1734) fut peintre sur émail de Louis XIV et eut pour élève en-W Louis I Du Guernier, dit « l'aîné » (1614-1659), beau-frère de Sébastien Bourdon et membre de l’Académie royale de peinture et de sculpture. Celui-ci eut à son tour pour élève Samuel Bernard (1615-1687), qui fut le professeur de Jacques-Philippe Ferrand (1653-1732), peintre ordinaire du roi et Académicien et auteur de L’Art du feu ou de peindre en émail (Paris, 1721) ;
- Paul Prieur (Paris, v. 1620-1683 ou après), formé à Paris et à Genève, il travailla pour la cour royale du Danemark (1655-1681). Il fit le portrait sur émail de Frédéric III de Danemark (1663) et celui de ses enfants (1671). Les deux sont conservés au Château de Rosenborg.

Les Huaud sont une famille genevoise de miniaturistes et émailleurs comprenant le père, Pierre I Huaud (1612-1680) et ses trois fils, Pierre II (1647-v. 1698), Jean-Pierre (1655-1723) et Amy (1657-1724), qui furent peintres sur émail du prince-électeur de Brandebourg. Le British Museum et le Louvre possèdent plusieurs boîtiers de montre du père et des trois fils.
L’émail peint fut en grande faveur en Angleterre au début du XVIIIe siècle. Charles Boit (1662-1727), Suédois d’origine française, peut-être élève de Pierre Signac, travailla à Londres pour Guillaume III, voyagea sur le continent et retourna à Londres, à la cour de la reine Anne, puis revint en France (1714), enseigna la peinture sur émail à Philippe d'Orléans et entra à l’Académie royale. Il mourut à Paris en 1727. On lui doit en particulier un Portrait de l'Empereur Leopold et sa famille (1703) d'une taille exceptionnelle (38 x 46 cm) exposé au Musée d'histoire de l'art de Vienne. Parmi ses élèves figurent Martin van Meytens (Suède, 1695-1770, il travailla essentiellement à Vienne) et Christian Friedrich Zincke (en) (Dresde 1683-Londres 1767). Également élève de son père et d’Heinrich Christoph Fehling (en), ce dernier arriva à Londres en 1706 et travailla pour Boit avant de prendre sa succession jusqu’en 1746. Les célébrités anglaises se firent peindre par lui, et la National Portrait Gallery possède de lui plusieurs portraits sur émail.
Il y eut encore quelques portraitistes sur émail dans la deuxième partie du XVIIIe siècle, comme le Suisse Jean-Étienne Liotard (1702-89); ou, en Angleterre, Henry Bone (1755 –1834) connu notamment pour un émail qui atteignait environ 40 cm par 46. Son fils Henry Pierce Bone (en) poursuivit la peinture sur émail jusqu’à sa mort, en 1855. Plusieurs œuvres sont présentées au British Museum, dont un portrait sur un chaton de bague de 1,5 cm dans le sens le plus long.
William Hopkins Craft (1730-1811) travailla dans le dernier quart du siècle. Il collabora notamment avec Josiah Wedgwood et Matthew Boulton.
Vers le milieu du XIXe siècle, Pierre Michel (Marie Alcide) Lafon de Camarsac (1821-1905) et Léon Joly mettaient au point un procédé de portrait photographique sur émail...